# Улица Грибоедова (Мелитополь)
Улица Грибоедова (укр. Вулиця Грибоєдова) — улица в Мелитополе, на Песчаном. Начинается от переулка у школы № 8, соединяется проездом с улицей Курчатова, пересекает улицу Павла Сивицкого и оканчивается, переходя в тропинку, идущую через огороды к улице Курчатова.
Улица имеет твёрдое покрытие, в 2008 году было восстановлено уличное освещение.

## История
Территория, на которой находится улица, с 1860-х годов входила в состав села Песчаного. Но большие сельские огороды по нынешней улице Белякова смыкались с огородами по нынешней улице Михаила Оратовского, и никаких улиц между Белякова и Оратовского в то время не было. В 1939 году село Песчаное вошло в состав Мелитополя.
Улица Грибоедова была прорезана на месте огородов в 1966 году. Решение о наименовании улицы датируется 20 октября 1966 года. Улица была названа в честь русского поэта, драматурга и дипломата Александра Сергеевича Грибоедова (1795—1829). Через год после улицы Грибоедова была проложена соседняя улица Курчатова, а через 2 года — Моторная

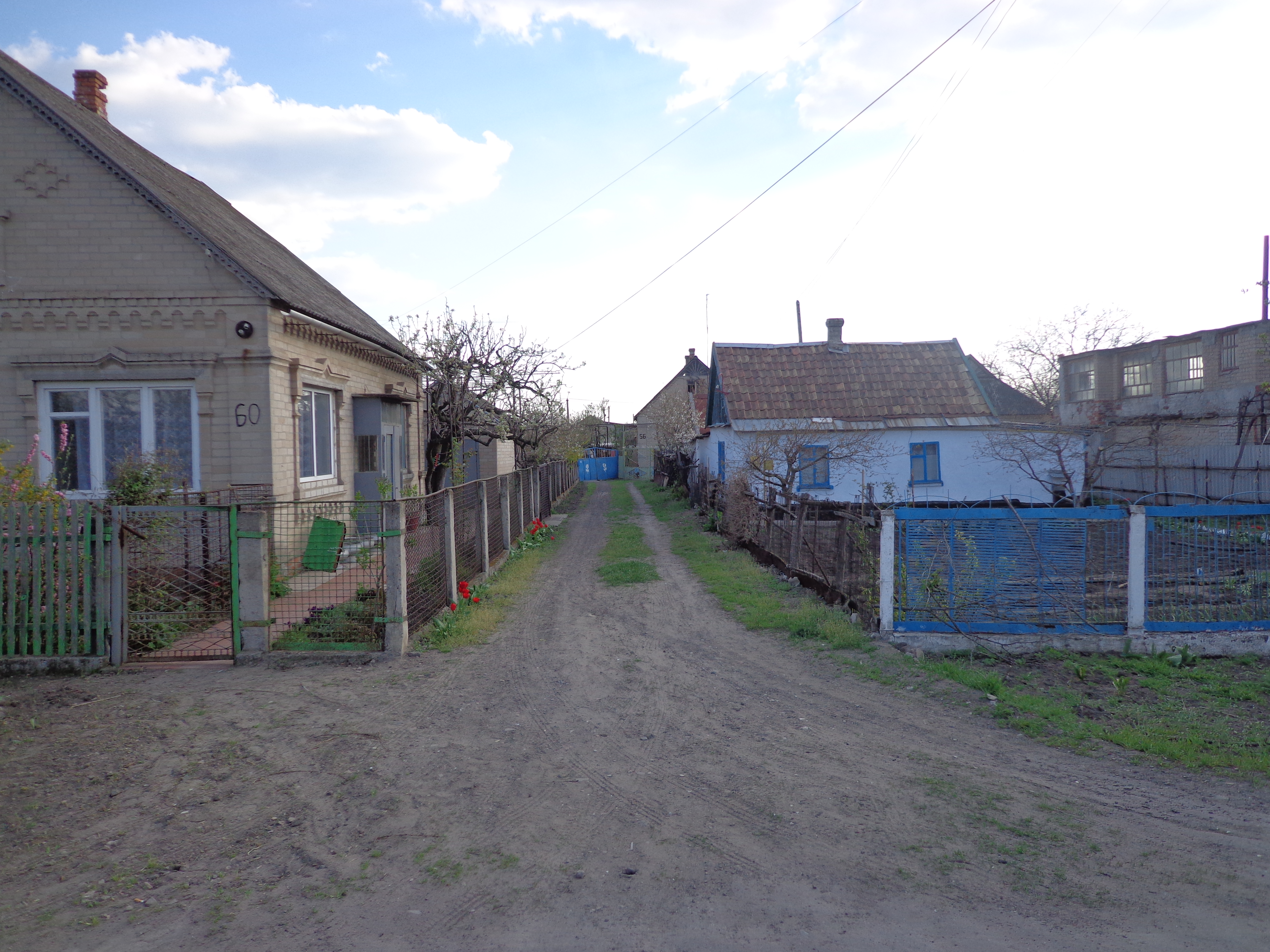
Подъезд к дворам
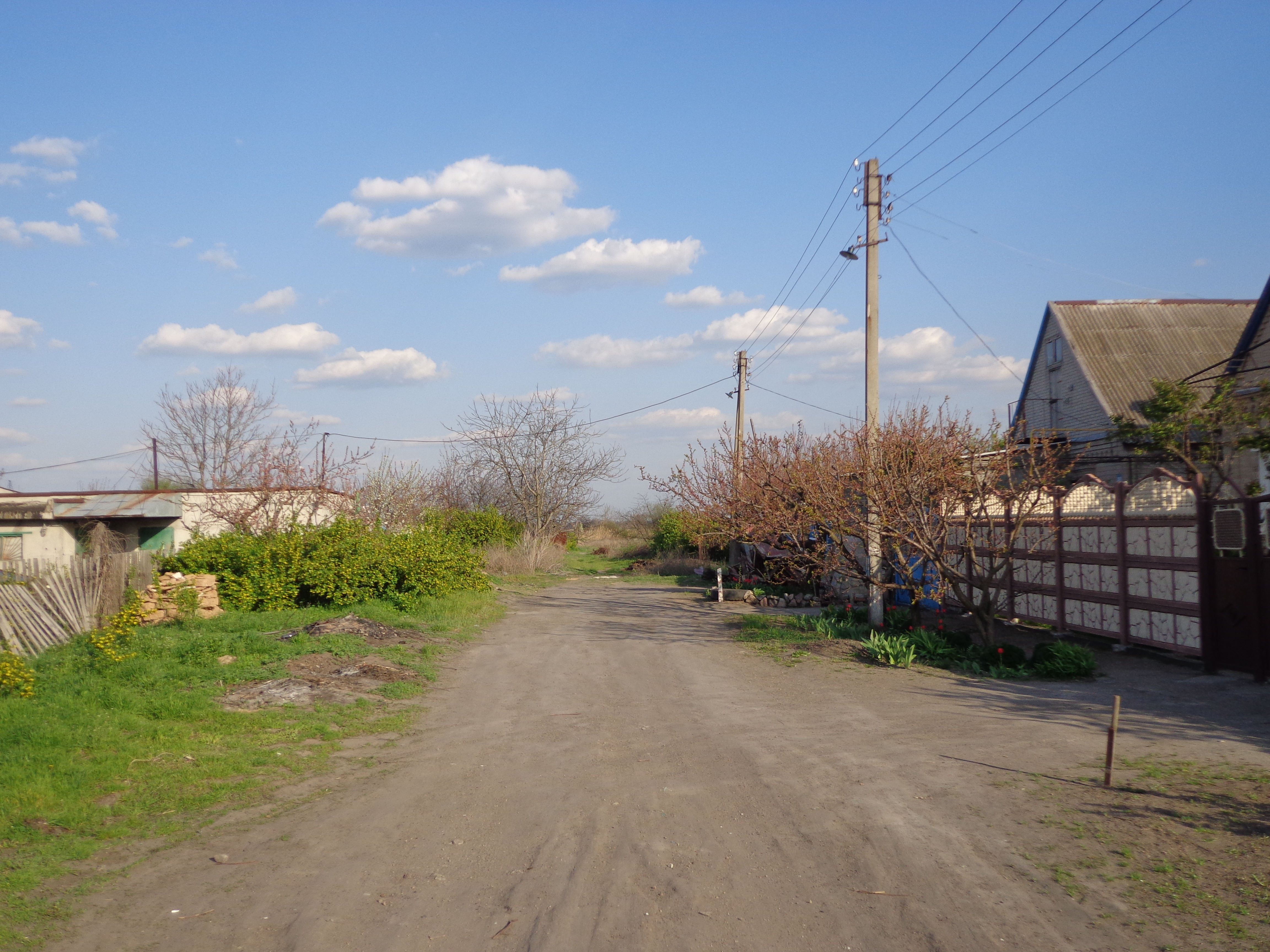
Конец улицы
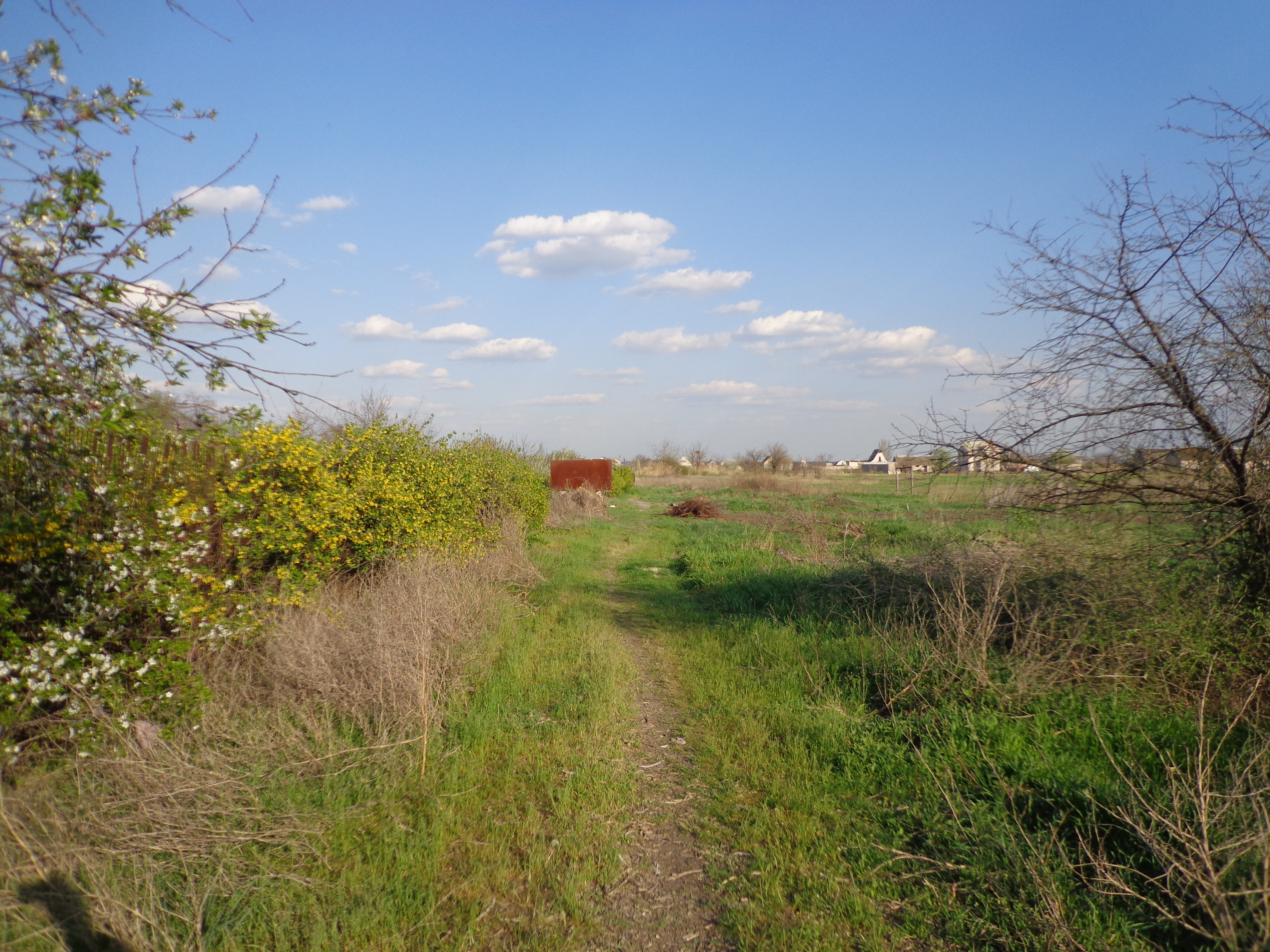
Тропа в конце улицы, ведущая на ул. Курчатова